# Radetzky-laktanya
A 2021 óta BEM Center nevet viselő hajdani Radetzky-laktanya szálloda és irodaház komplexum Budapesten, a II. kerületi Vizivárosban.

## Története
A telken elsőként 1840-ben egy klasszicista stílusban megépített gabonatároló raktárépületet emeltek. 1873-ban a korabeli térképen Királyi élelmezési raktár néven jelölték. Ezt követően 1897-ben Benedicty József és Neuschloss Károly tervei alapján, Pucher József kivitelezésében építették át kaszárnyává. Ekkortól viseli közismert nevét. Az első világháború idején hadikórház működött a falai közt. Budapest 1944-es német megszállása idején a Gestapo vette birtokba az épületet. Később a Nyilaskeresztes Párt – Hungarista Mozgalom Halálfejes Légiója használta bázisaként.
Az Államvédelmi Hatóság, majd a Munkásőrség is tulajdonolta az épületet, majd az 1956-os forradalom során az események egy része az épülettől indult ki. A rendszerváltást követően a Magyar Demokrata Fórum használta az épületet a párt budapesti székházaként. Az épület állaga azt követően kezdett el romlani, miután az MDF túladott rajta, és az új tulajdonosi kör nem végezte el az állagmegóváshoz szükséges felújításokat és karbantartásokat.
2016-ban a szlovák hátterű HB Reavis ingatlanfejlesztő vállalat tulajdonába került, majd 2018 novemberében a szlovák cég eladta a magyar tulajdonosi háttérrel rendelkező Blue Urban Elegant Kft.-nak. Már 2012-ben megkezdődött az épület bizonyos belső szerkezeti elemeinek bontása. Az épület 2006 óta ideiglenes műemlékvédelmi oltalom alatt állt, majd műemlékké nyilvánították 2011-ben. A Magyar Közlöny 2018. december 17-i számában megjelent Miniszterelnökséget vezető miniszter 15/2018. (XII. 17.) számú Mvm. rendelet 6.§ alapján a Budapest II. kerület Bem József tér 3. szám alatt álló 13507/3 helyrajzi számú ingatlan műemléki védettségét megszünteti. 2020-2024 között az ingatlan elhanyagolt épületeit lebontották, majd a Bem József téri műemlék homlokzat megtartásával modern stílusú irodaházat és szállodát építettek.

## Képek

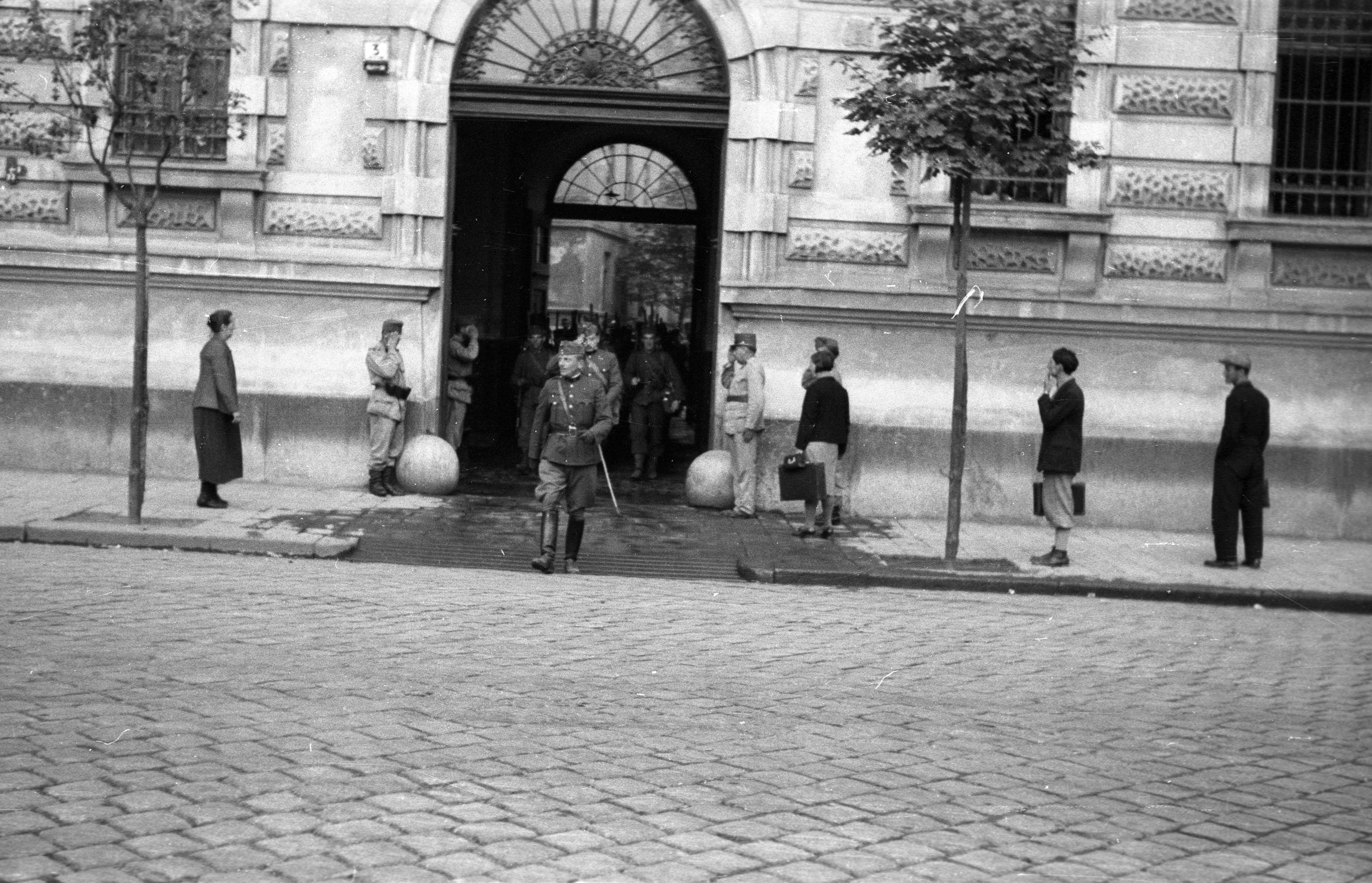
A Radetzky-laktanya kapuja 1939-ben
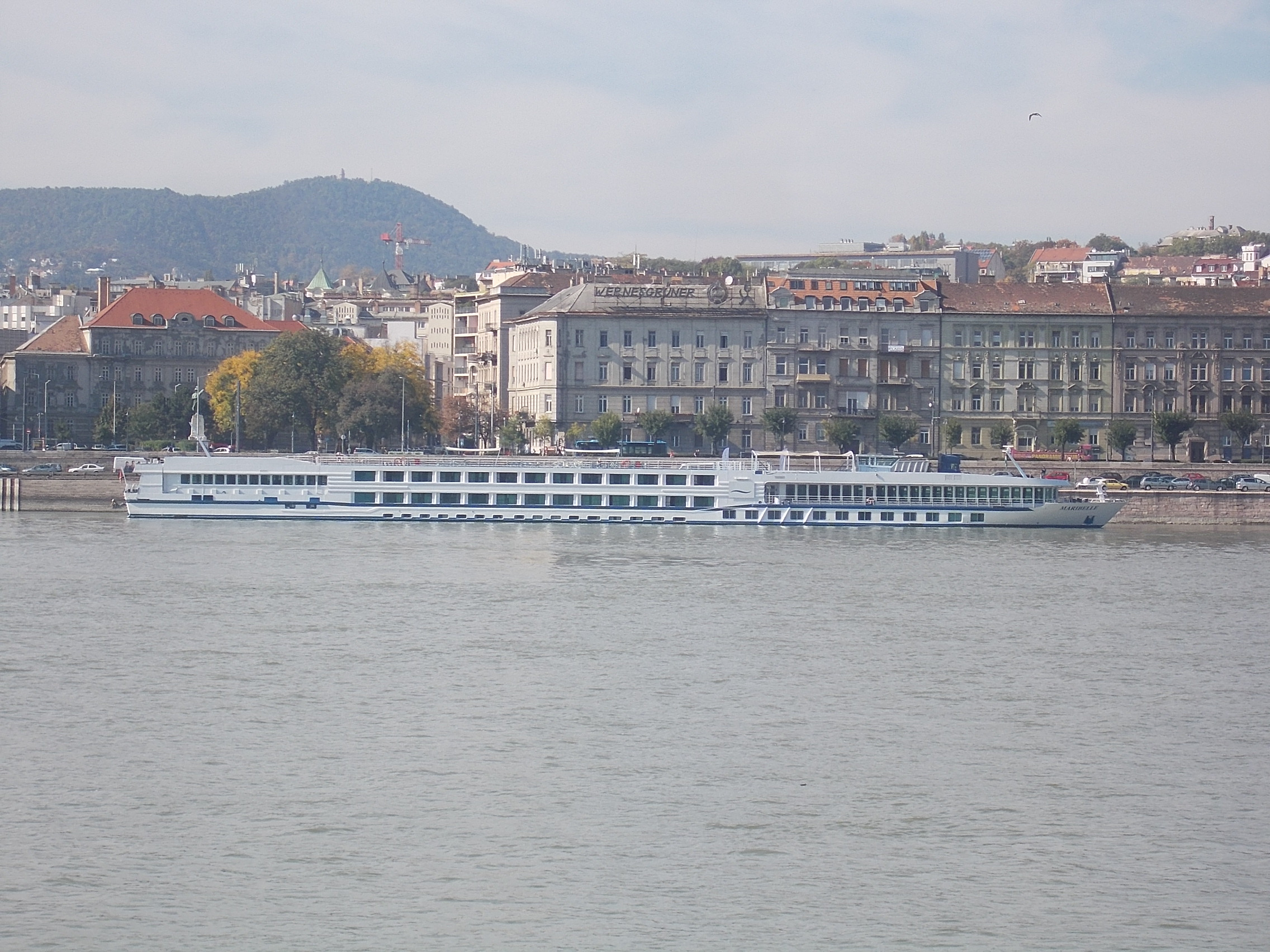
A laktanya (kép középső bal széle) képe 2017-ben
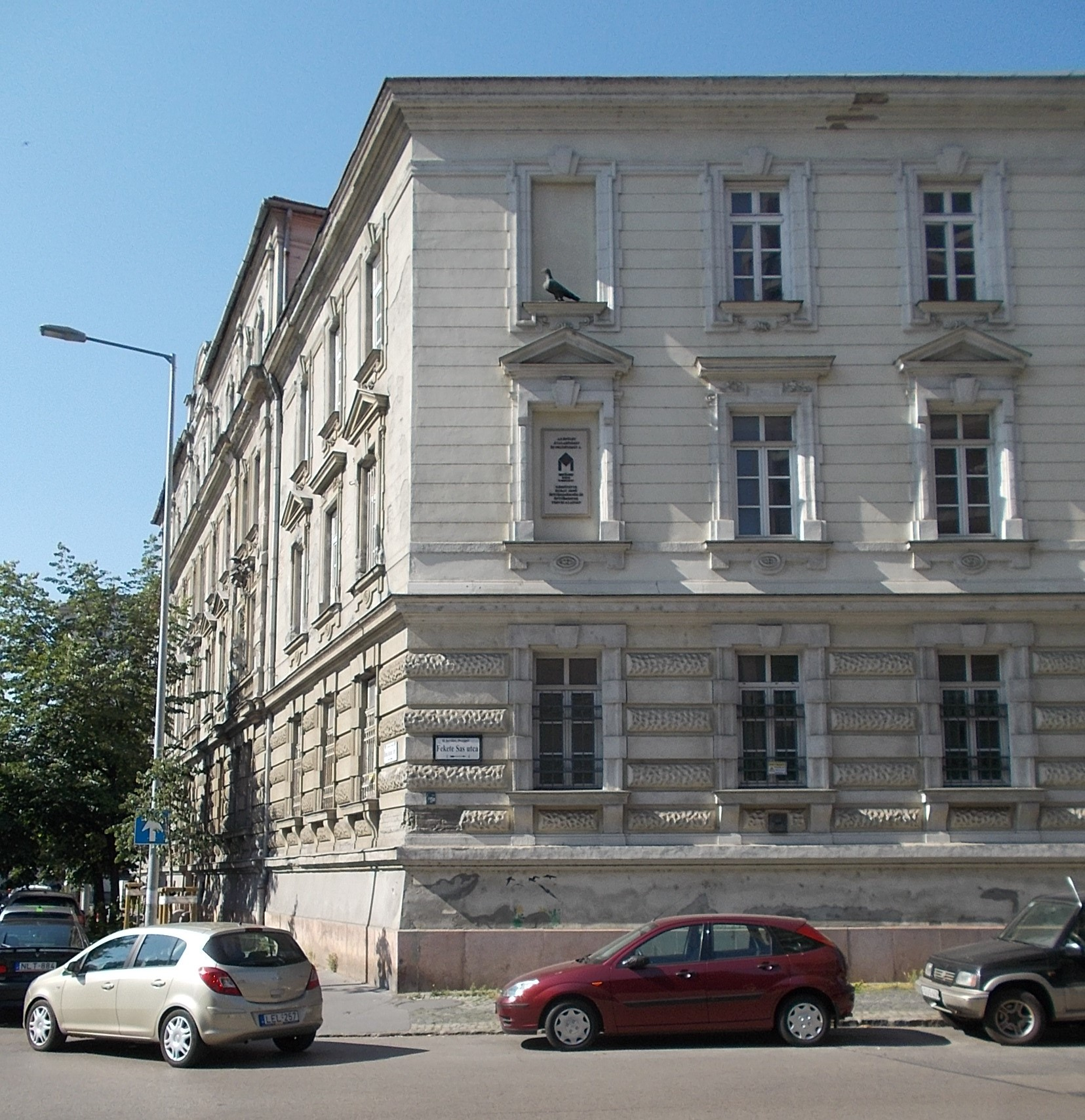
A Fekete Sas utca felől nézve 2019-ben